# Инна лилляхи ва инна иляйхи раджиун

Арабский каллиграф «мы принадлежим Аллаху, и к Нему мы вернёмся!»

Инна лилляхи ва-инна иляйхи раджиун (араб. إِنَّا لِلَّٰهِ وَإِنَّا إِلَيْهِ رَاجِعُونَ‎ — «мы принадлежим Аллаху, и к Нему мы вернёмся») — фраза из Корана, молитва в исламе, известна также как истирджа (араб. ٱسْتِرْجَاع‎).
В Коране фраза упомянута в 156-м аяте суры аль-Бакара.
Эту фразу читает мусульманин во время плохих новостей — смерти близкого, голода, потерей имущества, людей, плодов.
Эту фразу рекомендуют писать на надгробном камне, произносят, бросая на могилу горсть земли.
Быть терпеливым во время испытания — это одно из качеств мусульманина. Аллах не возлагает на человека сверх его возможностей.
По мнению исламских богословов произнесение истирджи человеком, попавшим в беду, помогает отвлечься от неподобающих речей, облегчить печаль и переживания, защититься от шайтана (который хочет заставить человека произнести слова, выражающие нетерпение), служит примером другим людям в похожей ситуации.

## Аят
которые, когда их постигает беда, говорят: «Воистину, мы принадлежим Аллаху, и к Нему мы вернёмся».

Оригинальный текст (ар.)ٱلَّذِينَ إِذَآ أَصَـٰبَتۡهُم مُّصِيبَةٌ قَالُوٓاْ إِنَّا لِلَّهِ وَإِنَّآ إِلَيۡهِ رَٰجِعُونَ—  2:156 (Кулиев)